# Katakura Kagemitsu
Katakura Kagemitsu est un nom japonais traditionnel ; le nom de famille (ou le nom d'école), Katakura, précède donc le prénom (ou le nom d'artiste).
Katakura Kagemitsu (片倉景光, 13 juin 1859, château de Shiroishi-3 septembre 1911) est un samouraï de la fin de l'époque d'Edo, important obligé du domaine de Sendai. Kagemitsu est le 14e Katakura kojūrō. Il sert le gouvernement de Meiji dans la bonification du Hokkaidō. Kagemitsu devient baron dans le nouveau système nobiliaire.

## Source de la traduction
- (en) Cet article est partiellement ou en totalité issu de l’article de Wikipédia en anglais intitulé « Katakura Kagemitsu » (voir la liste des auteurs).